# Guanlong
Guanlong wucaii (tiếng Trung: 五彩冠龍; Hán-Việt: Ngũ Thái Quan Long; bính âm: wǔcǎi guānlóng, có nghĩa là "Rồng có mào năm màu") là một loài khủng long chân thú thuộc siêu họ Tyrannosauroidea sống ở Trung Quốc ngày nay vào Hậu kỷ Jura, khoảng 160 triệu năm trước, khoảng 92 triệu năm trước khi một hậu duệ của nó là Tyrannosaurus xuất hiện. Không giống các loài Tyrannosauroidea sống sau nó, Guanlong có ba ngón chân trước dài và một bộ lông mượt giống như Dilong.

## Hình ảnh

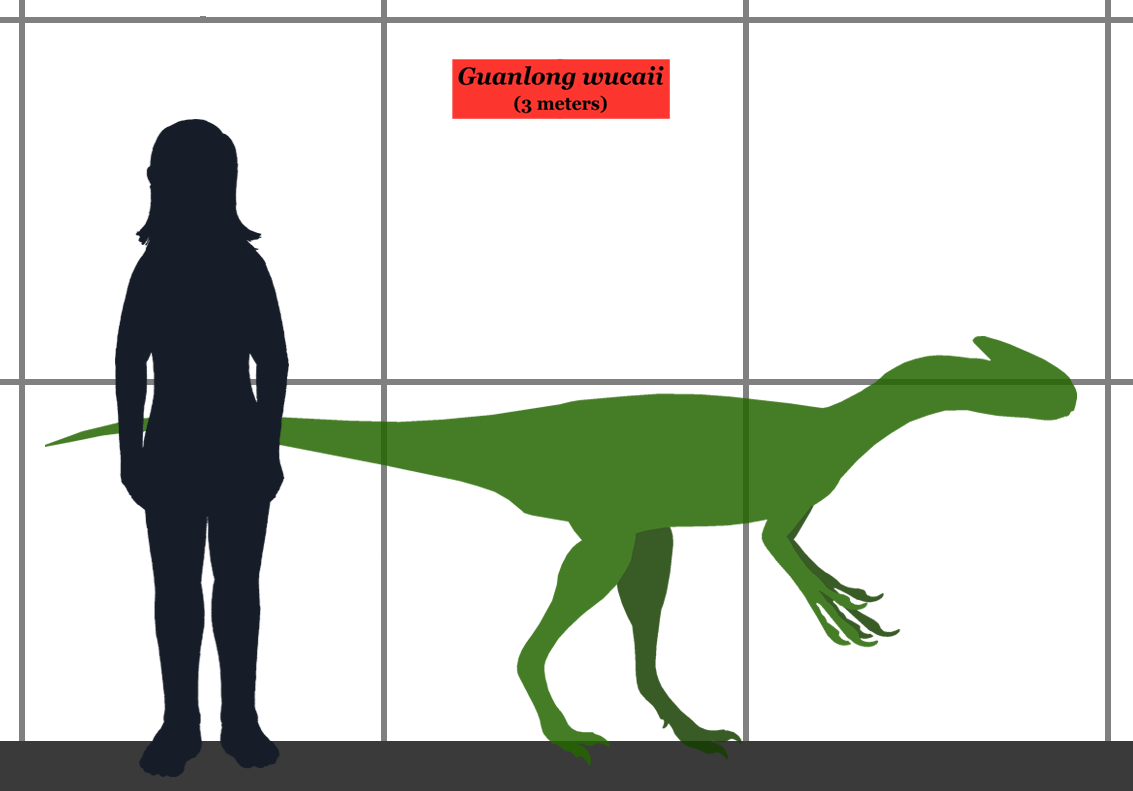
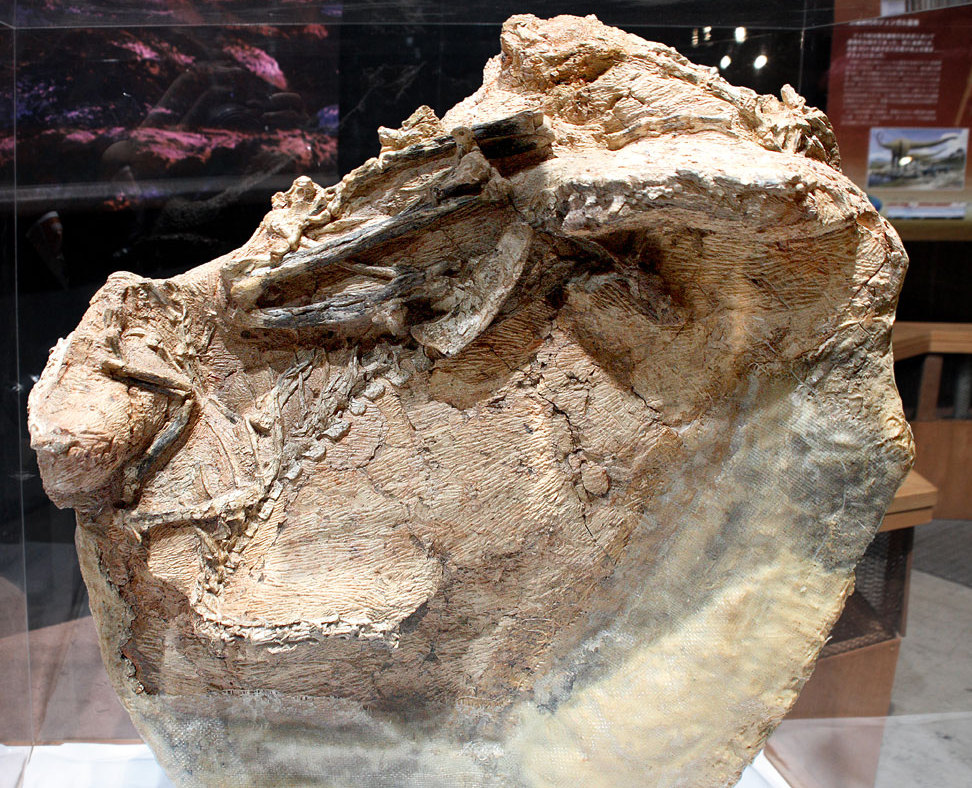
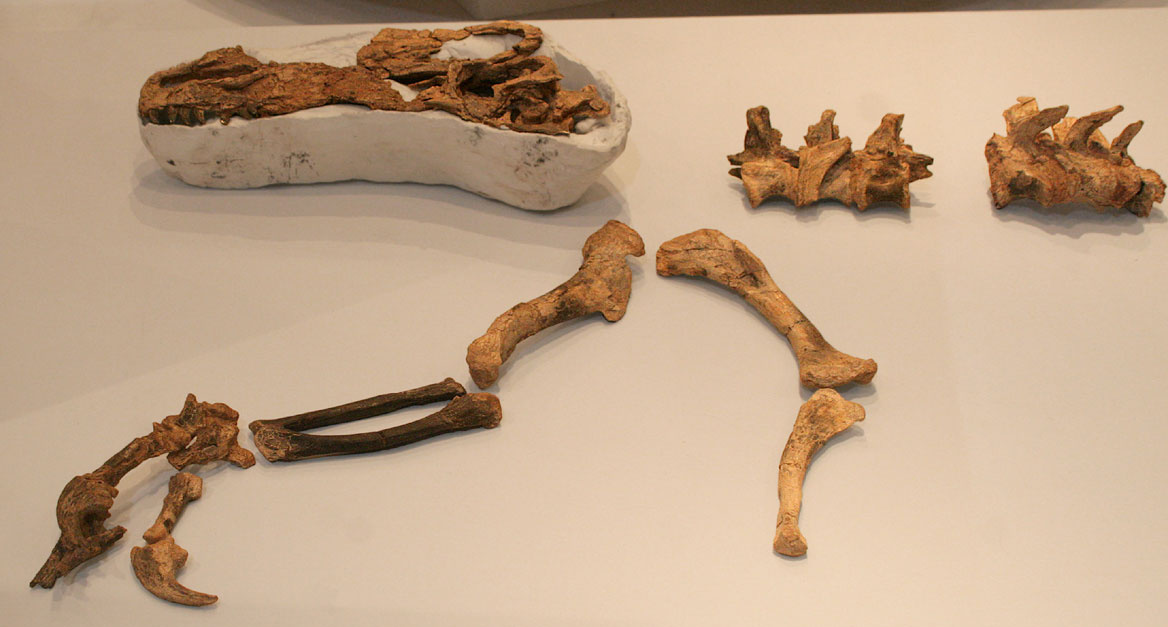
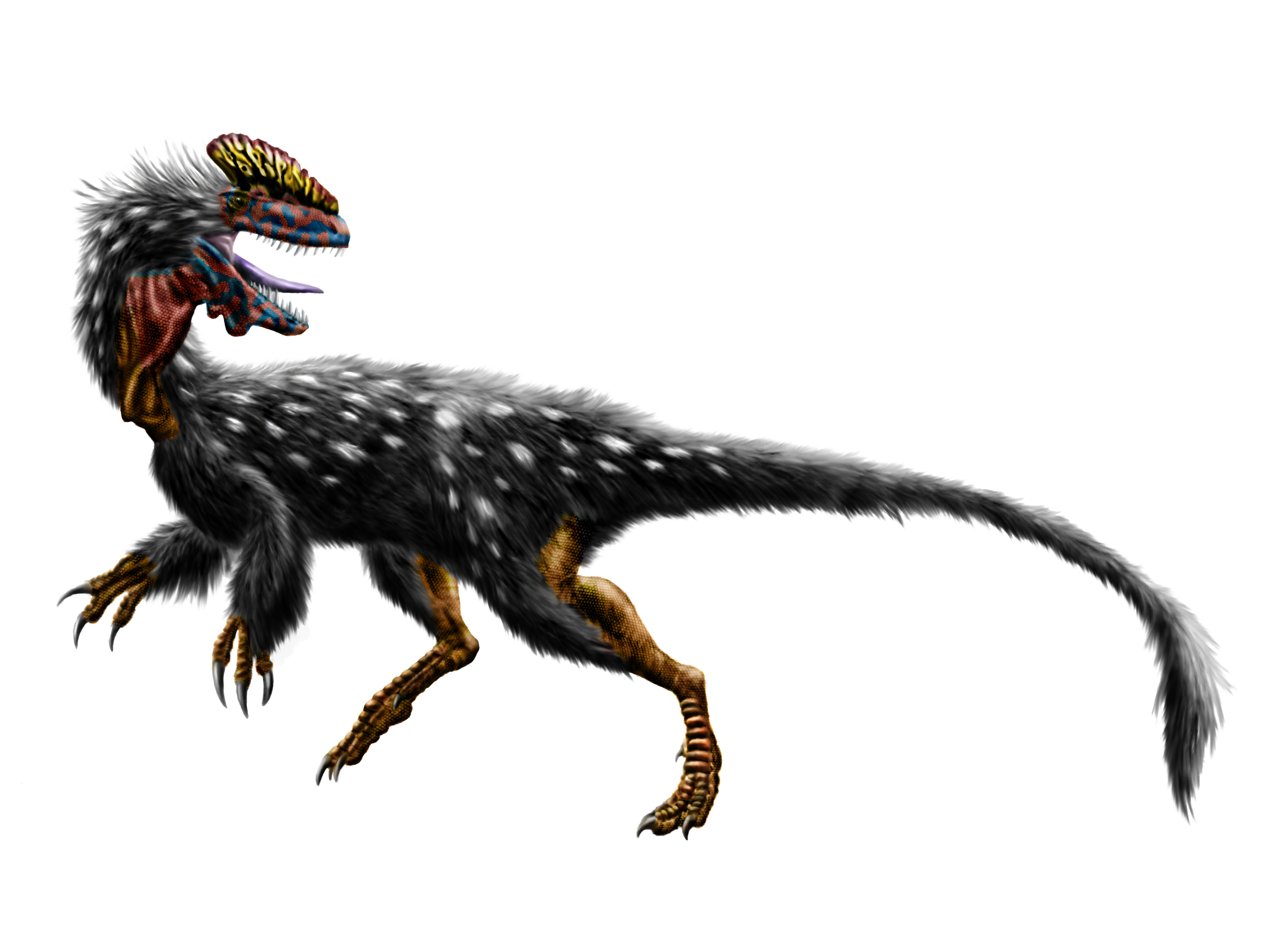